# Pitta (oiseau)
Pour les articles homonymes, voir Pitta.
Genre
Pitta ou Brève est un genre de passereaux de la famille des pittidés. Ce sont des oiseaux au plumage bigarré de couleurs vives.

## Description
Ce sont des oiseaux insectivores.

## Liste des espèces
D'après la classification de référence (version 15.1, 2025) du Congrès ornithologique international (ordre phylogénique) :
- Pitta angolensis – Brève d'Angola
- Pitta reichenowi – Brève à poitrine verte
- Pitta brachyura – Brève du Bengale
- Pitta moluccensis – Brève à ailes bleues
- Pitta megarhyncha – Brève des palétuviers
- Pitta sordida – Brève à capuchon
- Pitta abbotti – Brève de Nicobar
- Pitta forsteni – Brève de Minahassa
- Pitta novaeguinaea – Brève de Nouvelle-Guinée
- Pitta rosenbergii – Brève de Rosenberg
- Pitta nympha – Brève migratrice
- Pitta versicolor – Brève versicolore
- Pitta maxima – Brève d'Halmahera
- Pitta concinna – Brève de Lombok
- Pitta elegans – Brève élégante
- Pitta vigorsii – Brève de Vigors
- Pitta anerythra – Brève masquée
- Pitta steerii – Brève de Steere
- Pitta superba – Brève superbe
- Pitta iris – Brève iris